# Aspergillus nidulans
Espèce
Aspergillus nidulans est une des nombreuses espèces de champignons filamenteux du genre Aspergillus.
Contrairement à la plupart des aspergillus, A. nidulans possède un cycle sexuel bien caractérisé, et donc un système génétique très développé. Plus de cinquante années de recherche sur A. nidulans ont fait progresser l'étude de la physiologie cellulaire eucaryote, contribuant à notre compréhension du développement et de la régulation métabolique, du contrôle du cycle cellulaire, de la structure de la chromatine, de la réparation de l'ADN, du contrôle du pH, de la morphogenèse, de la structure de l'ADN mitochondrial, et également de certaines maladie génétiques chez les humains.
C'est une espèce homothallique.
Le génome séquencé de A. nidulans a été publié en décembre 2005.